# Speluzzi
Speluzzi – włoski silnik na bazie Maserati konstrukcji Mario Speluzziego, który został zgłoszony do jednego Grand Prix Formuły 1.

## Historia
W 1939 roku Ernesto Maserati zaprojektował turbodoładowany półtoralitrowy silnik Maserati 4CL. Po II wojnie światowej Adolfi Orsi przeniósł Maserati do Modeny, bracia Maserati zostali konsultantami, a dyrektorem technicznym był Alberto Massimino. Arialdo Ruggeri i Arnaldo Mazzuchelli założyli także zespół Scuderia Milano, decydując się na użycie przedwojennych 4CL, które w 1948 roku udoskonalili i wyposażyli w doładowanie dwustopniowe. Sukcesy Alfy Romeo i zwiększająca się konkurencyjność Ferrari spowodowały zmniejszenie aktywności sportowej Maserati. W 1949 roku Scuderia Milano zatrudniła Mario Speluzziego, który rozwijał silniki Maserati do motorówek wyścigowych. Speluzzi został poproszony o rozwój starej czterocylindrowej jednostki. Nowy silnik nazwano Speluzzi. Został on wyposażony w dwa iskrowniki i według braci Ruggieri – właścicieli Scuderia Milano – osiągał maksymalną moc 290 KM. Napędzany tym silnikiem Milano 1 został wystawiony w Grand Prix Włoch 1950 – jego kierowcą był Felice Bonetto – ale mimo zakwalifikowania się do wyścigu nie pojawił się na jego starcie. Tydzień później w newliczanym do Mistrzostw Świata Grand Prix Bari Clemente Biondetti był szósty, ale z pięcioma okrążeniami straty do zwycięzcy. Samochodem z tym silnikiem rywalizował też bez sukcesów Gianfranco Comotti. Jednakże po tym, gdy okazało się jasne, że Speluzzi nie jest w stanie rywalizować z nowocześniejszymi silnikami, pod koniec 1950 roku program zarzucono.

## Wyniki w Formule 1
| Legenda oznaczeń w tabelach wyników Wyświetl szablon na nowej stronie | Legenda oznaczeń w tabelach wyników Wyświetl szablon na nowej stronie                                                                     |
| Oznaczenie                                                            | Wyjaśnienie |
| --------------------------------------------------------------------- | --- |
| Złoty                                                                 | Zwycięzca lub mistrzostwo |
| Srebrny                                                               | 2. miejsce lub wicemistrzostwo |
| Brązowy                                                               | 3. miejsce lub II wicemistrzostwo |
| Zielony                                                               | Ukończył, punktował (w klasyfikacji generalnej, gdy zdobył co najmniej jeden punkt na przestrzeni sezonu, poza trzema powyższymi opcjami) |
| Niebieski                                                             | Ukończył, nie punktował (w klasyfikacji generalnej, gdy nie zdobył co najmniej jednego punktu na przestrzeni sezonu)                      |
| Czerwony                                                              | Nie zakwalifikował się (NZ) |
| Czerwony                                                              | Nie prekwalifikował się (NPK) |
| Różowy                                                                | Nie ukończył (NU) |
| Różowy                                                                | Niesklasyfikowany (NS) (w klasyfikacji generalnej, gdy nie został sklasyfikowany w żadnym wyścigu sezonu)                                 |
| Czarny                                                                | Zdyskwalifikowany (DK) |
| Czarny                                                                | Wykluczony (WYK/EX) |
| Biały                                                                 | Nie wystartował (NW) |
| Biały                                                                 | Kontuzjowany (K/INJ) |
| Biały                                                                 | Wyścig odwołany (OD/C) |
| Bez koloru                                                            | Został wycofany (WYC/WD) |
| Bez koloru                                                            | Nie przybył (NP/DNA) |
| Bez koloru                                                            | Nie brał udziału w treningach (NT/DNP) |
| Bez koloru                                                            | Nie został zgłoszony (–) |
| Pogrubienie                                                           | Start z pole position |
| Kursywa                                                               | Najszybsze okrążenie wyścigu |
| †                                                                     | Nie ukończył, ale jego rezultat został zaliczony ze względu na przejechanie więcej niż 90% dystansu wyścigu.                              |
| *                                                                     | Sezon w trakcie |
| 1/2/3                                                                 | Punktowana pozycja w sprincie kwalifikacyjnym                                                                                             |
| Lista systemów punktacji Formuły 1                                    | |

| Sezon | Zespół          | Samochód | Silnik   | Kierowcy       | Wyniki w poszczególnych eliminacjach | Wyniki w poszczególnych eliminacjach | Wyniki w poszczególnych eliminacjach | Wyniki w poszczególnych eliminacjach | Wyniki w poszczególnych eliminacjach | Wyniki w poszczególnych eliminacjach | Wyniki w poszczególnych eliminacjach | Wyniki kierowców | Wyniki kierowców | Wyniki konstruktora | Wyniki konstruktora |
| 1950  |                 |          |          |                | Wielka Brytania                      | Monako                               | Stany Zjednoczone                    | Szwajcaria                           | Belgia                               | Francja                              | Włochy                               | Pkt.             | Msc.             | Pkt.                | Msc.                |
| ----- | --------------- | -------- | -------- | -------------- | ------------------------------------ | ------------------------------------ | ------------------------------------ | ------------------------------------ | ------------------------------------ | ------------------------------------ | ------------------------------------ | ---------------- | ---------------- | ------------------- | ------------------- |
| 1950  | Scuderia Milano | Milano 1 | Speluzzi | Felice Bonetto | -                                    | -                                    | -                                    | -                                    | -                                    | -                                    | NW                                   | 0 (2)            | 19               | –                   | –                   |